# Berkesdi-patak
A Berkesdi-patak Berkesdtól keletre ered, Baranya vármegyében. A patak forrásától kezdve délkeleti irányban halad, Máriakéméndig, ahol beletorkollik a Szilágyi-patakba.
A Berkesdi-patak vízgazdálkodási szempontból az Alsó-Duna jobb part Vízgyűjtő-tervezési alegység működési területéhez tartozik.

## Part menti települések
- Berkesd
- Máriakéménd